# 赫林尼基
50°26′19″N 25°14′58″E / 50.43861°N 25.24944°E
赫林尼基（烏克蘭語：Хрінники），是烏克蘭西北部的村莊，隸屬里夫內州的杜布諾區。該村始建於1545年，面積19.7平方公里，海拔高度190米，2015年人口799，人口密度每平方公里41.2人。